# Öhe
Öhe est une petite île allemande située en mer Baltique près de Rügen. 
Elle a une superficie de 100 ha.